# Mont Sherman
Pour les articles homonymes, voir Sherman.
Le mont Sherman, en anglais Mount Sherman, est un sommet montagneux américain dans les comtés de Lake et Park, au Colorado. Il culmine à 4 278 mètres d'altitude dans le chaînon Mosquito. Il est protégé au sein de la forêt nationale de Pike et de la forêt nationale de San Isabel.